# Instant Influencer
Instant Influencer è un talent show statunitense prodotto da Brian Graden Media per YouTube Originals, trasmesso dal 24 aprile 2020 su YouTube.
In tale programma James Charles è capo giudice, mentore e presentatore, affiancato da celebrità come Paris Hilton, Trixie Mattel che prendono il ruolo di giudice ospite.

## Descrizione
Ogni settimana ai partecipanti viene data una sfida a tema, con il compito di rivelare unicità, arte e capacità di affascinare il pubblico. Il vincitore guadagna un video in collaborazione con Charles, attrezzature per filmare video di qualità per un valore di 10.000 dollari oltre ad un premio in denaro di 50.000 dollari.

## Concorrenti
I sei concorrenti che hanno preso parte allo show sono stati:
| Concorrenti              | Età | Città                    | Posizionamento |
| ------------------------ | --- | ------------------------ | -------------- |
| Ashley Strong            | 28  | Anchorage, Alaska        | Vincitrice     |
| Benny Cerra              | 18  | Carbondale, Pennsylvania | Finalista      |
| Kailin Chase             | 24  | Denver, Colorado         | Finalista      |
| Gabriel Garcia           | 21  | Los Angeles, California  | 4º posto       |
| Christian "Indigo" Perez | 18  | Los Angeles, California  | 5º posto       |
| Britany Renteria         | 25  | Amarillo, Texas          | 6º posto       |

## Tabella d'eliminazione
| Ordine | Episodi | Episodi | Episodi | Episodi       |
| Ordine | 1       | 2       | 3       | 4             |
| ------ | ------- | ------- | ------- | ------------- |
| 1      | Kailin  | Ashley  | Ahsley  | Ashley Strong |
| 2      | Indigo  | Benny   | Benny   | Benny Cerra   |
| 3      | Ashley  | Kailin  | Kailin  | Kailin Chase  |
| 4      | Benny   | Gabriel | Gabriel |               |
| 5      | Gabriel | Indigo  |         |               |
| 6      | Britany |         |         |               |

     Il concorrente ha vinto la gara
      Il concorrente è arrivato in finale ma non ha vinto la gara
     Il concorrente ha vinto la puntata
     Il concorrente figura tra i primi ma non ha vinto la puntata
     Il concorrente è salvo ed accede alla puntata successiva (l'ordine di chiamata è casuale)
     Il concorrente figura tra gli ultimi ma non è a rischio eliminazione
     Il concorrente figura tra gli ultimi ed è a rischio eliminazione
     Il concorrente è stato eliminato